# Лихарев, Константин Константинович
Константин Константинович Лихарев (1907—1981) — советский учёный в области машиностроения, лауреат Ленинской премии. Спортсмен и тренер (фигурное катание). Судья всесоюзной категории (1949). Отличник физической культуры (1955).

## Биография
Родился 5 ноября 1907 года в Санкт-Петербурге. Детство провел в Крыму, с 1923 года жил в Москве.
Окончил МВТУ им. Баумана (1930), факультет ТГМ («Тепловые и гидравлические машины», специальность «Двигатели внутреннего сгорания»). Работал там же на кафедре сопромата. По совместительству преподавал в Текстильном институте.
Во время Великой Отечественной войны работал в минной лаборатории МВТУ, исполняя в то же время обязанности заведующего кафедрой.
Ленинская премия 1960 года (в составе коллектива) за трёхтомный труд «Расчеты на прочность в машиностроении».
Сочинения:
С. Д. Пономарев, В. Л. Бидерман, К. К. Лихарев, В. М. Макушин, Н. Н. Малинин, В. И. Феодосьев. Расчеты на прочность в машиностроении, в 3-х томах. — М.: Машгиз, 1956.
С 1927 года занимался фигурным катанием (с/о «Динамо»). Чемпион СССР в одиночном катании (1929).
До 1957 г. работал тренером-общественником. Среди его учеников — чемпионы СССР Игорь Персианцев, Евгения Богданова, Елена Осипова (Чайковская), Татьяна Лихарева (Даниленко).
Председатель, член Президиума Всесоюзной коллегии судей по фигурному катанию на коньках.
Умер от рака 3 мая 1981 года в Москве, похоронен на Донском кладбище.
Сын — Константин Константинович Лихарев (р. 1943), доктор технических наук, профессор в Stony Brook University (США).
Дочь — Татьяна Лихарева (Даниленко), кандидат технических наук, спортсменка (фигурное катание, мастер спорта), четырёхкратная чемпионка СССР.